# Lliga txecoslovaca de bàsquet
La Lliga txecoslovaca de bàsquet va ser la màxima competició de basquetbol de Txecoslovàquia. L'any 1993 desaparegué després de la separació del país, creant-se les lligues txeca i eslovaca.

## Historial
- 1930: YMCA Praha
- 1931: YMCA Praha
- 1932: YMCA Praha
- 1933: YMCA Praha
- 1934: YMCA Praha
- 1935: YMCA Praha
- 1936: YMCA Praha
- 1937: Uncas Praha
- 1938: Uncas Praha
- 1939: Sokol Královo Pole
- 1940: Sparta Praha
- 1941: Sokol Prazský
- 1942: SK Zabrovesky
- 1943: SK Zabrovesky
- 1944: Uncas Praha
- 1945: no es disputà
- 1946: Sokol Brno
- 1947: Sokol Brno
- 1948: Sokol Brno
- 1949: Sokol Brno
- 1950: Sokol Brno
- 1951: Zbrojovka Brno
- 1952: Slavia Brno
- 1953: Slavia Brno
- 1954: ÚDA Praha
- 1955: ÚDA Praha
- 1956: ÚDA Praha
- 1957: Slovan Orbis
- 1958: Spartak Brno
- 1959: Slovan Orbis
- 1960: Sparta Praha
- 1961: Iskra Svit
- 1962: Spartak Brno
- 1963: Spartak Brno
- 1964: Spartak Brno
- 1965: VS Praha
- 1966: VS Praha
- 1967: Spartak Brno
- 1968: Spartak Brno
- 1969: VS Praha
- 1970: VS Praha
- 1971: VS Praha
- 1972: VS Praha
- 1973: Dukla Olomouc
- 1974: VS Praha
- 1975: Dukla Olomouc
- 1976: Zbrojovka Brno
- 1977: Zbrojovka Brno
- 1978: Zbrojovka Brno
- 1979: Inter Bratislava
- 1980: Inter Bratislava
- 1981: VS Praha
- 1982: VS Praha
- 1983: Inter Bratislava
- 1984: RH Pardubice
- 1985: Inter Bratislava
- 1986: Zbrojovka Brno
- 1987: Zbrojovka Brno
- 1988: Zbrojovka Brno
- 1989: Baník Ciegel Prievidza
- 1990: Zbrojovka Brno
- 1991: VS Praha
- 1992: USK Praha
- 1993: Baník Ciegel Prievidza